# Samuel Lišovíni
Samuel Lišovíni (Lischoviny, Lissovinyi, Lischovinius) (31. ledna 1712, Paludza – 4. září 1774, Banská Bystrica) byl slovenský evangelický duchovní a náboženský spisovatel.
Studoval na univerzitě v Jeně. V letech 1745–1753 byl evangelickým kazatelem v Súľově, odkud odešel do Veľké Paludze; od roku 1760 do své smrti působil jako evangelický kazatel v Banské Bystrici. Roku 1762 odmítl povolání na místo kazatele do Těšína.
Roku 1761 vyšlo tiskem jeho kázání Pevná naděje věřících v čas obecné úzkosti spolu s popisem požáru v Banské Bystrici. Přeložil z němčiny do češtiny postilu Johanna Arndta; rukopis překladu vydal tiskem roku 1776 v Bratislavě Michal Institoris Mošovský ml.